# Rosanna
Die Rosanna ist ein 42 km langer Fluss in Tirol, der das Verwall und das Stanzer Tal durchfließt.

## Verlauf

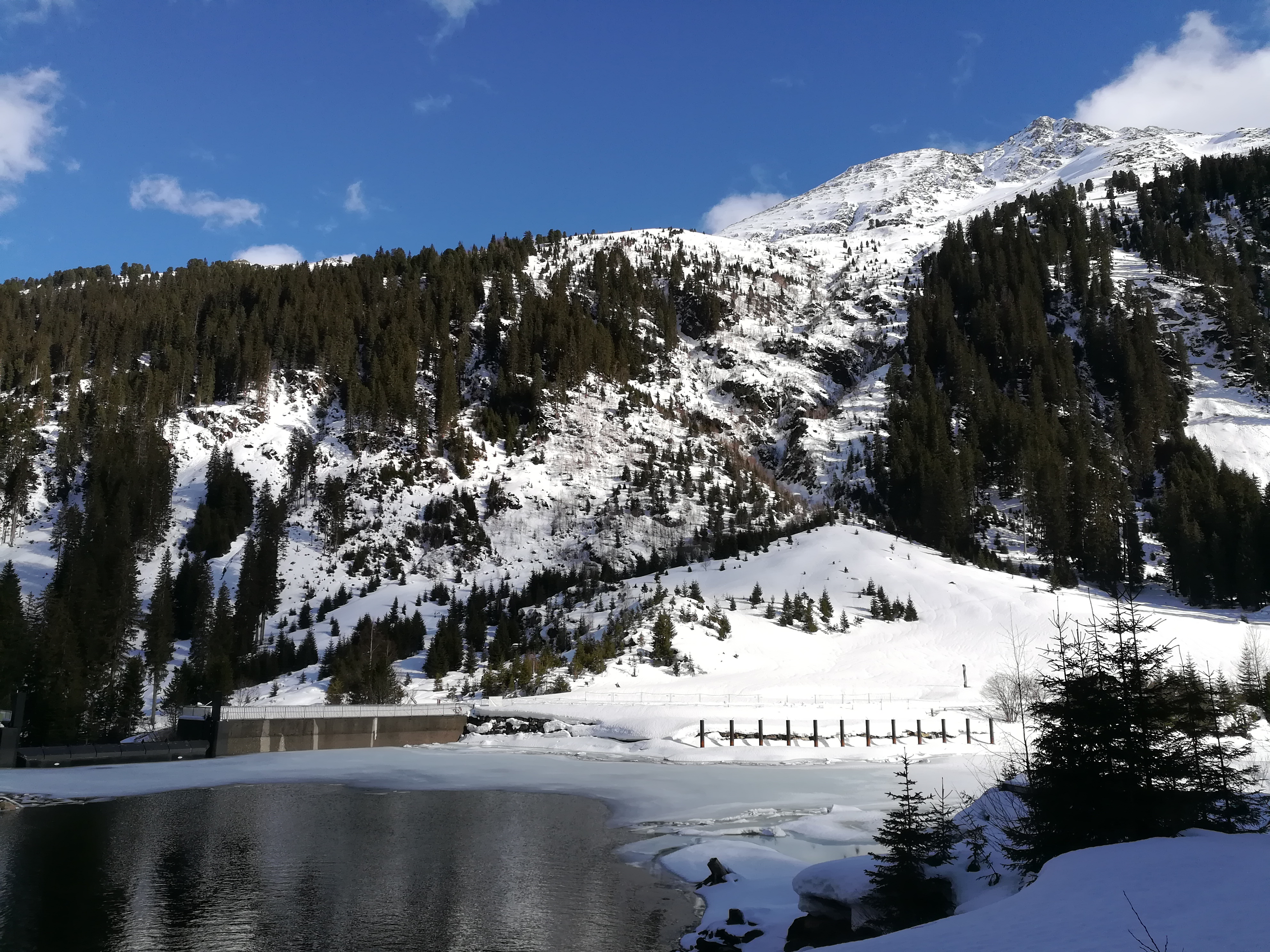
Verwallsee

Die Rosanna entspringt einem kleinen See im Verwall unterhalb von Grieskogel und Fädnerspitze unweit der Grenze zu Vorarlberg in einer Höhe von knapp 2600 m ü. A. Sie fließt Richtung Norden durch ein Tal das zunächst Ochsental, nach der Aufnahme des Albonabaches von links Schönverwall genannt wird. Ab der Einmündung des Fasultals von rechts und des Pfluntals von links bei der Konstanzer Hütte heißt es Verwalltal. Hier ist der Bach zum Verwallsee künstlich aufgestaut. Dieser See dient der Regulierung der Rosanna zum Schutz vor Hochwasser und gleichzeitig der Energiegewinnung. Nach der Rosannaschlucht erreicht sie St. Anton am Arlberg und fließt in östlicher bis südöstlicher Richtung durch das Stanzer Tal. Bei der Einmündung des Paznauns in das Stanzer Tal unterhalb von Schloss Wiesberg im Gemeindegebiet von Tobadill vereinigt sich die Rosanna mit der Trisanna zur Sanna. Diese mündet 7 km weiter in Landeck in den Inn. Die Rosanna hat eine stationierte Länge von 42,15 km.
Die wichtigsten Zuflüsse sind Albonabach, Pflunbach, Maroibach, Arlenbach, Lengeruibach, Schnanner Bach, Griesbach und Rammlesbach von links und Fasulbach, Maroibach, Moosbach, Stockibach, Malfonbach sowie Oberer und Unterer Klausbach von rechts.

## Einzugsgebiet

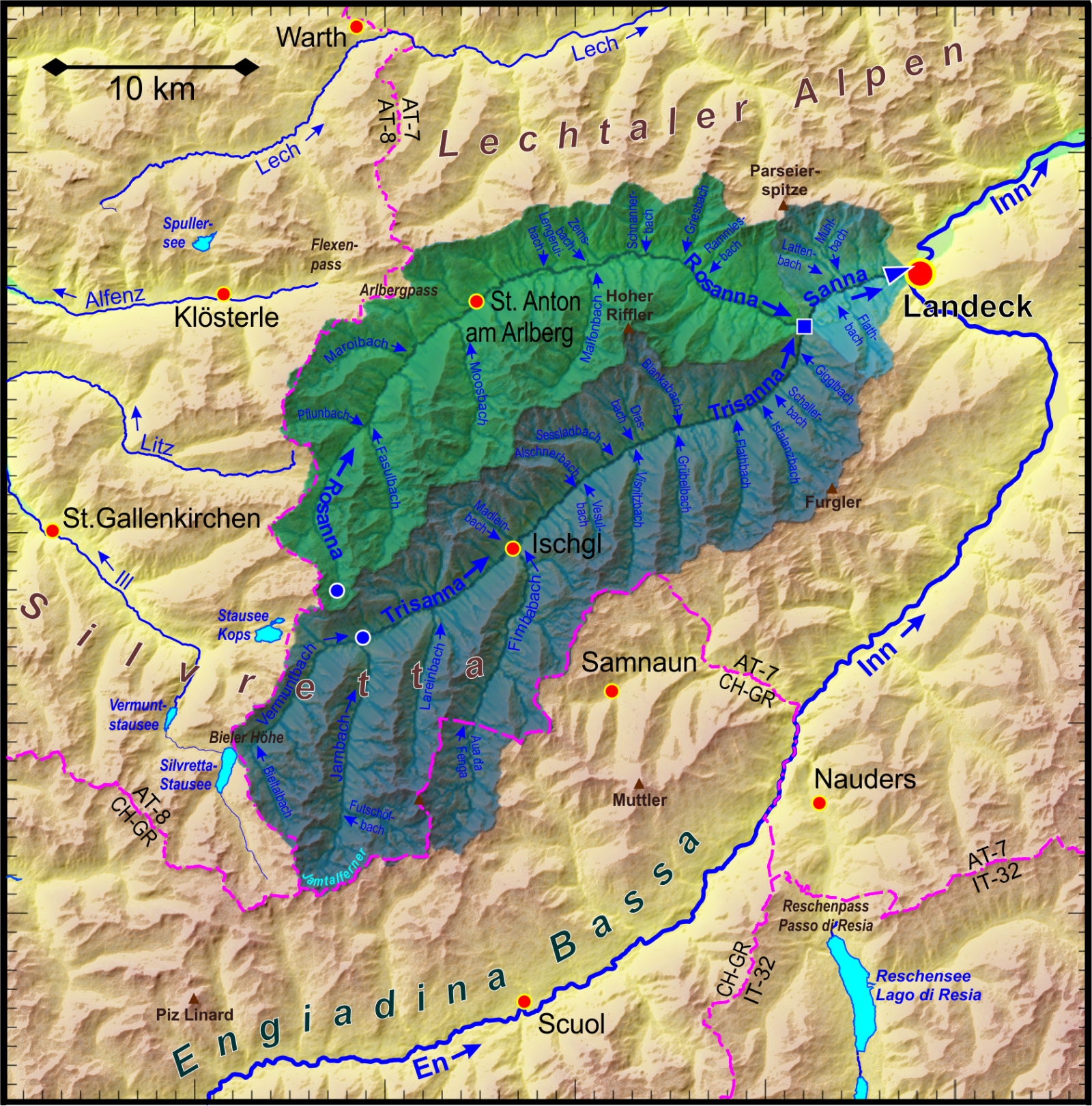
Orografisches Einzugsgebiet der Rosanna (grün) innerhalb des Einzugsgebiets der Sanna.

Das natürliche Einzugsgebiet der Rosanna beträgt 275,5 km². Im Oberlauf wird, ebenso wie vom Fasulbach, ein Teil der Wassermenge in den Speicher Kops der illwerke vkw abgeleitet, wodurch sich das hydrologisch wirksame Einzugsgebiet um 33,8 km² verringert.
Der höchste Punkt im Einzugsgebiet ist der Hohe Riffler mit 3168 m ü. A.
Im Einzugsbereich der Rosanna befinden sich 31 Gletscher mit einer Gesamtfläche von 4,3 km², was einem Vergletscherungsgrad von 1,6 % entspricht (Stand 2002). Durch die Ausleitungen bleibt aber nur ein Teil dem Abflussregime der Rosanna erhalten.

## Wasserführung

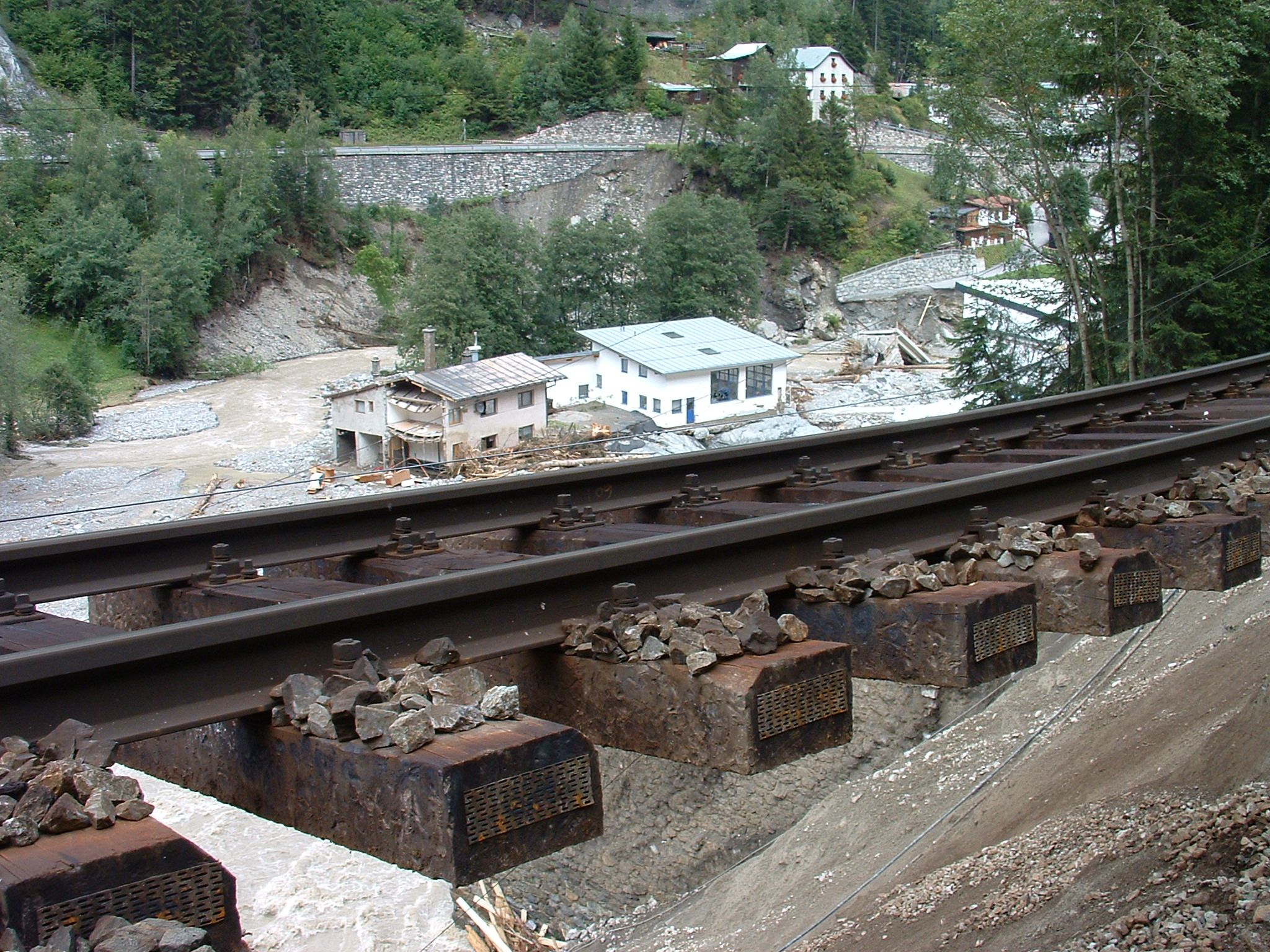
Unterspülter Bahndamm beim Bahnhof Strengen, 2005

Der mittlere Abfluss am Pegel Strengen beträgt 9,45 m³/s, was einer Abflussspende von 39,8 l/s·km² entspricht. Die Rosanna weist ein nivales Abflussregime auf, das durch die Schneeschmelze in den höheren Lagen des Einzugsgebietes dominiert wird. Die Gletscher haben aufgrund der Ausleitungen nur einen geringen Einfluss. Das Monatsmittel des abflussreichsten Monats Juni beträgt mit 23,3 m³/s knapp das Zehnfache des abflussärmsten Monats Februar mit 2,46 m³/s.
Beim Hochwasser im August 2005 wurde mit 186 m³/s am Pegel Strengen der bislang höchste Durchfluss gemessen. Die Rosanna trat an mehreren Stellen über die Ufer und zerstörte u. a. die Arlbergstraße B 197 in St. Anton und unterspülte den Bahndamm der Arlbergbahn zwischen Flirsch und Strengen. Im Gegensatz zum Paznaun kam es jedoch aufgrund der Talform des Stanzer Tals zu keinen großräumigeren Überflutungen.

## Ökologie
Der ökologische Zustand der Rosanna wird bis kurz vor St. Anton und unterhalb von Strengen als sehr gut, ansonsten als gut bis mäßig eingestuft. Die Gewässersohle ist unverbaut, die Ufer sind oberhalb von St. Anton punktuell, ab dort streckenweise bis durchgehend verbaut. Die Gewässergüteklasse beträgt I–II.

## Verschiedenes
- In Wien-Floridsdorf wurde 1953 die Rosannagasse nach dem Fluss benannt.